# قوانين كلارك الثلاثة
قوانين كلارك الثلاثة هي قوانين للتنبؤ قام بصياغتها الروائي البريطاني آرثر سي كلارك، تنص على الآتي:
1. حينما يقول عالم بارز أن شيئا ما ممكن، فهو محق. وإذا قال أن شيئا ما مستحيل، فهو مخطئ.
2. الطريقة الوحيدة لاكتشاف حدود الممكن هي أن تغامر مارا من هذه الحدود إلى المستحيل.[1][2][3]
3. أي تقنية متقدمة بصورة كافية لا يمكن تمييزها عن السحر.

## تاريخ القوانين
القانون الأول صاغه كلارك في كتابه «ملامح المستقبل» (بالإنجليزية: Profiles of the Future)‏ الصادر في سنة 1962، وسماه ببساطة «قانون كلارك». صياغة القانون الثاني موجودة في الكتاب نفسه، ولكن كلارك لم يشر إليها بهذا الاسم، وسماها قانون كلارك الثاني في طبعة لاحقة منقحة للكتاب نفسه صدرت في سنة 1973، وفي الطبعة نفسها صاغ كلارك القانون الثالث. وفي طبعة منقحة أخرى صدرت في سنة 1999 أضاف كلارك القانون الرابع، وهو «لكل خبيرٍ تجد خبيراً آخر يساويه بالقوة ويعاكسه بالرأي»، بالتلميح إلى قانون نيوتن الثالث.
كما أضاف إسحاق أزيموف استثناءً إلى قانون كلارك الأول يخص آراء غير المحترفين: «ومع ذلك، عندما يلتمّ غير محترفين حول فكرة ينفيها عالم بارز ويروجون لهذه الفكرة بحرارة وحماس، فذاك العالم البارز هو المحق في الغالب.»